# La fille de nulle part
La fille de nulle part è un film del 2012 diretto da Jean-Claude Brisseau.

## Riconoscimenti
- 2012 - Festival del cinema di Locarno
  - Pardo d'Oro